# (31949) 2000 GR120
2000 GR120 (asteroide 31949) é um asteroide da cintura principal. Possui uma excentricidade de 0.29381430 e uma inclinação de 6.42422º.
Este asteroide foi descoberto no dia 5 de abril de 2000 por Spacewatch em Kitt Peak.